# 말레브 헝가리 항공의 운항 노선
도산한 2012년 2월 3일까지 말레브 헝가리 항공의 운항 노선이다.

## 운항 노선

### 아시아

#### 서남아시아
- 레바논
  - 베이루트 - 베이루트 국제공항
- 시리아
  - 다마스쿠스 - 다마스쿠스 국제공항
- 요르단
  - 암만 - 퀸 알리아 국제공항
- 이스라엘
  - 텔아비브 - 벤구리온 국제공항

### 아프리카

#### 북아프리카
- 리비아
  - 트리폴리 - 트리폴리 국제공항

### 유럽

#### 서유럽
- 영국
  - 런던 - 런던 개트윅 국제공항
- 프랑스
  - 파리 - 파리 샤를 드 골 국제공항
- 독일
  - 베를린 - 베를린 테겔 국제공항
  - 프랑크푸르트 - 프랑크푸르트 국제공항
  - 슈투트가르트 - 슈투트가르트 공항
  - 함부르크 - 함부르크 공항
- 아일랜드
  - 더블린 - 더블린 국제공항
- 네덜란드
  - 암스테르담 - 암스테르담 스키폴 국제공항
- 벨기에
  - 브뤼셀 - 브뤼셀 국제공항

#### 중유럽
- 스위스
  - 취리히 - 취리히 국제공항

#### 남유럽
- 그리스
  - 아테네 - 아테네 국제공항
  - 테살로니키 - 테살로니키 국제공항
  - 이라클리오 - 이라클리오 국제공항 계졀편
- 북마케도니아
  - 스코페 - 스코페 알렉산더 대왕 국제공항
- 몬테네그로
  - 포드고리차 - 포드고리차 국제공항
- 보스니아 헤르체고비나
  - 사라예보 - 사라예보 국제공항
- 세르비아
  - 베오그라드 - 암스테르담 스키폴 국제공항
- 스페인
  - 마드리드 - 마드리드 바하라스 국제공항
  - 바르셀로나 - 바르셀로나 엘프라트 국제공항
  - 말라가 - 말라가 공항 계졀편
- 알바니아
  - 티라나 - 티라나 국제공항
- 이탈리아
  - 로마 - 레오나르도 다 빈치 국제공항
  - 밀라노 - 밀라노 말펜사 국제공항
- 코소보
  - 프리슈티나 - 프리슈티나 국제공항
- 크로아티아
  - 자그레브 - 자그레브 국제공항
  - 스플리트 - 스플리트 공항 계졀편
- 키프로스
  - 라르나카 - 라르나카 국제공항
- 튀르키예
  - 이스탄불 - 아타튀르크 국제공항

#### 동유럽
- 러시아
  - 모스크바 - 세례메티예보 국제공항
  - 상트페테르부르크 - 풀코보 국제공항
- 루마니아
  - 부쿠레슈티 - 헨리 코안더 국제공항
  - 트르구무레슈 - 트르구무레슈 국제공항
  - 클루즈나포카 - 클루즈나포카 공항
- 불가리아
  - 소피아 - 소피아 국제공항
  - 바르나 - 바르나 공항
  - 부르가스 - 부르가스 공항 계졀편
- 우크라이나
  - 키예프 - 보리스필 국제공항
  - 오데사 - 오데사 국제공항
- 체코
  - 프라하 - 프라하 바츨라프 하벨 국제공항
- 폴란드
  - 바르샤바 - 바르샤바 프레드릭 쇼팽 국제공항
- 헝가리
  - 부다페스트 - 부다페스트 페리 헤지 국제공항 허브

#### 북유럽
- 덴마크
  - 코펜하겐 - 코펜하겐 카스트럽 국제공항
- 스웨덴
  - 스톡홀름 - 스톡홀름 알란다 국제공항
  - 예테보리 - 예테보리 란드베터 공항
- 핀란드
  - 헬싱키 - 헬싱키 반타 국제공항

## 단항 노선

### 아시아

#### 동아시아
- 중화인민공화국
  - 베이징 - 베이징 서우두 국제공항

#### 동남아시아
- 태국
  - 방콕 - 돈므앙 국제공항

#### 서남아시아
- 아랍에미리트
  - 아부다비 - 아부다비 국제공항
  - 두바이 - 두바이 국제공항
- 이라크
  - 바그다드 - 바그다드 국제공항
- 카타르
  - 도하 - 도하 국제공항
- 파키스탄
  - 카라치 - 진나 국제공항

### 아프리카

#### 북아프리카
- 이집트
  - 카이로 - 카이로 국제공항

### 유럽

#### 서유럽
- 영국
  - 런던 - 런던 히드로 국제공항
  - 런던 - 런던 스텐스테드 국제공항
  - 맨체스터 - 맨체스터 공항
- 프랑스
  - 파리 - 파리 오를리 공항
  - 리옹 - 생택쥐페리 국제공항
- 서독
  - 뒤셀도르프 - 뒤셀도르프 국제공항
  - 뮌헨 - 뮌헨 국제공항
  - 쾰른/본 - 쾰른 본 공항
- 동독
  - 베를린 - 베를린 쇠네펠트 국제공항
  - 드레스덴 - 드레스덴 공항
  - 라이프치히 - 라이프치히 할레 공항
  - 에르푸르트 - 에르푸르트 공항
- 아일랜드
  - 코크 - 코크 공항
- 룩셈부르크
  - 룩셈부르크 시티 - 룩셈부르크 핀델 국제공항

#### 중유럽
- 스위스
  - 제네바 - 제네바 국제공항
- 오스트리아
  - 빈 - 빈 국제공항

#### 남유럽
- 슬로베니아
  - 류블랴나 - 류블랴나 국제공항
- 이탈리아
  - 밀라노 - 밀라노 리나테 공항
  - 베니스 - 베니스 마르코 폴로 공항
  - 볼로냐 - 볼로냐 공항
  - 트리에스테 - 프리울리 베네치아 줄리아 공항
- 크로아티아
  - 두브로브니크 - 두브로브니크 공항
- 키프로스
  - 니코시아 - 니코시아 국제공항

#### 동유럽
- 러시아
  - 예카테린부르크 - 콜초보 국제공항
- 루마니아
  - 이아시 - 이아시 국제공항
  - 콘스탄차 - 미하일 코갈리차누 국제공항
  - 티미쇼아라 - 티미쇼아라 국제공항
- 리투아니아
  - 빌뉴스 - 빌뉴스 국제공항
- 슬로바키아
  - 브라티슬라바 - 브라티슬라바 국제공항
- 폴란드
  - 크라쿠프 - 요한 바오로 2세 크라쿠프 발리체 국제공항
- 헝가리
  - 데브레첸 - 데브레첸 국제공항
  - 죄르 - 죄르 국제공항
  - 페치 - 페치 국제공항
  - 너지커니저 - 너지커니저 공항
  - 미슈콜츠 - 미슈콜츠 공항
  - 베케슈처버 - 베케슈처버 공항
  - 샤르멜리크 - 헤비츠 벌러톤 공항
  - 세게드 - 세게드 공항
  - 솜바트헤 - 솜바트헤 공항
  - 절러에게르세그 - 절러에게르세그 공항
  - 시오포크 - 시오포크 키릴티 공항
  - 커포슈바르 - 커포슈바르 공항

#### 북유럽
- 노르웨이
  - 오슬로 - 오슬로 가르데르모엔 국제공항

### 아메리카

#### 북아메리카
- 미국
  - 뉴욕 - 존 F. 케네디 국제공항
  - 뉴어크 - 뉴어크 리버티 국제공항
  - 로스앤젤레스 - 로스앤젤레스 국제공항
- 캐나다
  - 토론토 - 토론토 피어슨 국제공항